# 王朝連合

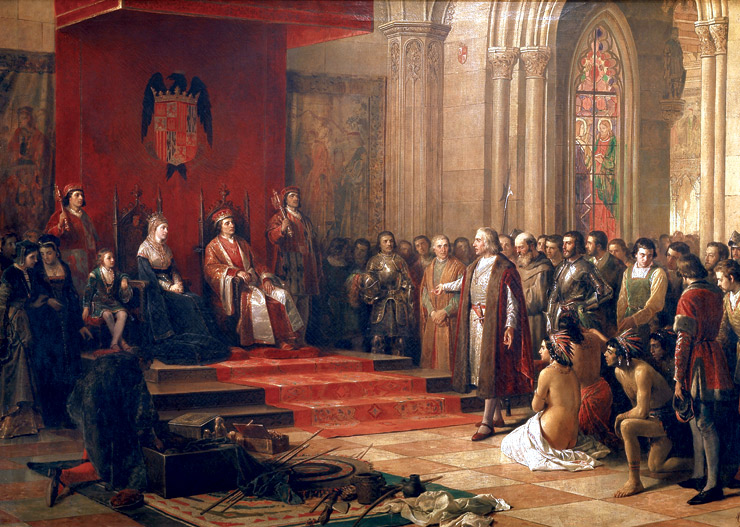
カトリック両王とクリストファー・コロンブス、1493年

王朝連合 (英: dynastic union)は、連邦の一種であり、2つの異なる国が同一の王朝の下にある状態。両国間の国境や法律や利害などは分離したままである。これは一人の君主を戴く同君連合とは異なる。 

## アラゴン王国とナバラ王国の連合
ナバラ王サンチョ4世の暗殺により、ナバラ王国は彼のいとこであるカスティーリャ王国のカスティーリャ王アルフォンソ6世とアラゴン王国のアラゴン王サンチョ1世によって侵略され、後者は1076年に王(ナバラ王サンチョ5世)となり、半世紀以上（1076年〜1134年）に及ぶアラゴン支配をもたらした。 

## アラゴン王国とバルセロナ伯国の連合
バルセロナ伯ラモン・バランゲー4世とアラゴン王国の未来の女王であるペトロニラの婚姻が1137年にアラゴン連合王国を生み出した。

## カスティーリャの王冠とアラゴンの王冠の連合
スペイン王国の基礎となった1469年のカスティーリャのイサベルとアラゴンのフェルナンドの婚姻。彼らはそれぞれ、1474年と1479年まで自国の王位にはなかった。

## スペイン王国とポルトガル王国の連合
スペイン王国（カスティーリャの王冠とアラゴンの王冠の連合）とポルトガル王国のいわゆるフィリペ王朝による王朝連合（1580年 - 1640年）は、現代の歴史家からは一般にイベリア連合と呼ばれている。

## リトアニア大公国とポーランド王国の連合
リトアニア大公国のヨガイラとポーランド王国のヤドヴィガの1385年の婚姻。一般にはクレヴォ合同と呼ばれる。この連合が最終的にポーランド・リトアニア共和国を形成する基礎となった。   

## フランス王国とナバラ王国の連合
サリカ法典に従い、ブルボン家の一員であったナバラ王国のアンリ3世は、1589年にヴァロワ朝の男系が断絶したときにフランス王位を継承してフランス王アンリ4世となった。どちらの家も、987年以来フランス王国の支配者であったカペー朝の分家だった。   

## イングランド王国とスコットランド王国の連合
イングランド女王エリザベス1世が1603年に亡くなったとき、イングランド王国の王位継承者はスコットランド王国のジェームズ6世だった。一般に王冠連合と呼ばれるこの王朝連合は、1603年から1653年までと（イングランド共和国による断絶を挟んで）1659年から1707年の合同法による両国の政治的統一まで続いた。   